# Saxifraga hemisphaerica
Saxifraga hemisphaerica är en stenbräckeväxtart som beskrevs av Joseph Dalton Hooker och Thomson. Saxifraga hemisphaerica ingår i Bräckesläktet som ingår i familjen stenbräckeväxter. Inga underarter finns listade i Catalogue of Life.